# 二郎庙 (高平)
35°51′56″N 112°51′13″E / 35.86556°N 112.85361°E
二郎庙位于中国山西省高平市寺庄镇王报村，2006年被列为第六批全国重点文物保护单位。
二郎庙始建年代不详，坐北朝南，占地1337平方米，现存戏台、献殿、正殿、东西垛殿和廊房，其中戏台建于金大定二十三年（1183年），余皆建于明清。正殿面阔三间，进深六椽，单檐悬山顶。戏台面阔一间（7.4米），进深四椽（5.9米），单檐歇山顶，台基束腰有题刻：“时大定二十三年岁次癸卯秋十有三日石匠赵显赵志刊”，故可知其明确的建筑年代。